# 歐及
歐及（1895年7月25日—1978年1月8日），原姓林，臺灣澎湖縣馬公鎮案山里人，三旬時留滯帛琉與家人失聯多年，入籍帛琉，直到1977年八十二歲時才返鄉，有「澎湖魯濱遜」之稱。

## 生平

### 早年
依日治時期戶籍記載，林及是明治廿八年（1895年）7月25日生，林招治與莊桃第二子，明治卅年（1897年）6月8日作歐治國養子，改姓歐。至於林及長兄林水早年就捕魚喪生、妹林豆則被馬公鎮鎖港里翁家收作養女。
1917年1月10日，與歐及同居的未婚女子高涼生下兒子高卒，戶籍登記「父不詳」，同年3月10日高涼嫁與馬公的葉方為妻後，高卒被東文澳居民陳慶收養而改姓陳。歐治國於大正十一年（1922年）2月15日去世後，歐及在次年搬至高雄市鹽埕埔二百廿一番地與生父林招治同住。林豆在十五歲時，曾短暫到生父家，與兄長相聚數日。

### 流落
歐及回憶約三十歲時，他與黃仁貴、三名琉球人在船長山口帶領下，搭乘南方丸到帛琉附近捕撈鐘螺，卻被日軍查扣，押到科羅爾。船長告訴船員要先回日本替大家籌錢，卻一去不回。之後，五位船員只有兩位琉球人離開，另兩人死在當地，僅歐及在帛琉獨活。
林招治夫妻因病從高雄搬回澎湖，住在案山里44號旁，兩人死去後，由鄰居林許叫代料理喪事。歐及曾寫了幾封信企圖家中聯繫，但無回音，只好靠著島民協助，先以零工維生，待賺錢買到小木船後，改售魚維生。他在帛琉工作賺的錢，大部分都開銷在煙酒。家屬曾依線索來關島尋找，由於不知道會流落到帛琉，因此沒有結果。

### 發現
日久，歐及在當地入籍成為公民，住在科羅爾山中的小木屋裡，證照名是「助太郎歐及」。1976年底，漁船鴻勝昇號在帛琉海域捕魚時發生糾紛，船長黃金水上岸時聽到歐及的故事，轉告給關島華籍商人張東昇。澎湖籍遠洋漁船金泰成號船長陳正，於年底12月31日從帛琉回臺灣，也告知這訊息。
1977年2月，貿易商張東昇、張昨非和余洪達去帛琉計畫開闢漁場時，隨口打探是否島上有華人，問出了當地人以日語「助先生」稱呼的歐及。當這三人來訪時，歐及還以為是日本皇軍來搜捕他，驚惶到連忙躲藏。等到張東昇三人找到並告訴日本人早走了，歐及才驚魂甫定，但對三人描述的臺灣繁榮情況，仍半信半疑。
余洪達回關島後，將遇見歐及與歐及想回家鄉告知中華民國駐當地的領事館。駐關島領事館為照顧老病的歐及，委託科羅爾唯一的華人劉鑫漢就近照顧。3月9日，外交部表示已指示駐關島領事館安排歐及返鄉。
3月9日，歐及接受《聯合報》特派記者楊武勳採訪時，是一臉鬍子渣，打著赤膊，吃力著把自己姓名寫成「歐玖」。當時歐及話已顛三倒四，如說他從來不用日曆，但知道看月亮就知落自己已流落帛琉四十八年。歐及又道在帛琉流落幾年後，巧遇被迫當日軍的長子林清雅，匆匆一面，兒子又隨軍去赴新幾內亞。但澎湖方面，林清雅無案可查。
當歐及將回鄉的消息傳到馬公鎮案山里後，里長歐清河、社區理事長鄭仁伏發起樂捐。3月10日，國際獅子會中華民國總會監督沈祖馨、秘書長蔡馨發在讀到《聯合報》報導後，打電話給澎湖獅子會秘書陳伊族表示要捐助台幣四萬元作為旅費。14日，獅子會捐贈的旅費台幣四萬元，匯到澎湖縣政府。

### 回鄉
關島領事劉恩第與副領事陳正治先至科羅爾，安排歐及住在當地最豪華的旅社，為一向只穿一件內褲的歐及添購新裝、理髮刮鬍。4月1日台北時間3點半，歐及在陳正治護送下搭機，送行的人約兩百人。歐及交到的朋友伊瓦卡瓦在機場不勝離情，兩人相擁痛哭，旁觀的婦女也掏出手絹。途中飛機從科羅爾飛往關島，在雅蒲島暫停，歐及就說曾在這與一名女子交往過。
4日1日早上10點半，有「澎湖魯濱遜」之稱的歐及抵達臺北松山機場，受縣府機要秘書林麟祥、台北市澎湖同鄉會理事長陳家興、國際獅子會中華民國總會代表蔡馨發等迎接。回臺灣第一晚，歐及住在陳家興家時還興奮看著自己回國的電視新聞。2日早8點50分，歐及抵達馬公機場時，才從林豆得知小妹秀琴已過世，悲從中來。6日，陳卒與歐及會面時，1898年生的高涼不久前亡故。
歐及回來後，有澎湖人郭陳匿愛來打聽在海上失蹤的丈夫郭雙車、及洪啟洋打聽海上失蹤的父親洪計教。
當歐及入住仁愛之家七號眷舍被問姓名時，他說要換名字成「林時及」。因養父母既已辭世，無法終止收養關係，依法不可改姓。
回澎湖住滿六個月後，同年11月19日去紅木埕武聖廟投票的歐及，還驚訝縣長可由人民選舉。年末12月14日，歐及住進省立醫院治療，次年1月8日晚上7點40分在陳卒、林豆陪伴下於仁愛之家過世。